# Homomallium sharpii
Homomallium sharpii är en bladmossart som beskrevs av Hisatsugu Ando och Masanobu Higuchi 1983. Homomallium sharpii ingår i släktet Homomallium och familjen Hypnaceae. Inga underarter finns listade i Catalogue of Life.